# Хоши Сато
Хоши Сато е героиня от фантастичната вселена на Стар Трек, и по-точно от телевизионния сериал Стар Трек: Ентърпрайз, където ролята се изпълнява от актрисата Линда Парк.
Сато е комуникационния офицер на борда на Ентърпрайз (NX-01) и лингвист, като говори повече от четиредесет езика, включително клингонски. Тя умее да борави с универсалния преводач, който позволява на същества от различни култури да общуват.
Тя е втората японка, част от главните герои на Стар Трек, след Хикару Сулу в оригиналния сериал.

## Биография
В сериите е разкрита само малка част от миналото на Сато. Знае се, че за известен период тя се е страхувала от космически полети и че страда от клаустрофобия. В епизода „Ефект на наблюдателят“ е разкрито, че Сато е била отстранена от Старфлийт, защото е организирала игра на покер, въпреки правилата и е счупила ръката на Старфлийт инструктор, който се е опитал да я прекрати (Сато има черен колан по айкидо). Впоследствие ѝ е позволено да се върне в Старфлийт, заради лингвистичните ѝ способности.
Преди да започне служба на борда на Ентърпрайз, Сато преподава лингвистика в Бразилия; не е разкрито дали е била активен Старфлийт офицер или е била възставена за да служи под командването на Джонатан Арчър. По-късно (отново в „Ефект на наблюдателят“) тя съжалява, че си е тръгнала без да се сбогува със студентите си.
Има намеци, че Сато харесва своя колега Травис Мейуедър. Също изглежда, че тя е много близка с капитан Арчър, като двама се познават преди да бъдат назначени на Ентърпрайз.
Последният епизод на сериала, „Това са пътешествията“, разкрива че Сато остава комуникационен офицер през цялото командване на Джонатан Арчър, и че смята да продължи да преподава в Бразилия след изваждането на кораба от употреба. В последния епизод се разкрива, че въпреки десетте години стаж на Ентърпрайз, тя остава с ранг мичман. Причините за липсата на повишение (или възможно понижение) не са разкрити, въпреки че не е изключение Старфлийт офицер да остане със същия ранг, независимо от няколкото години служба (например Уилям Райкър и Павел Чеков, които остават с ранга си на командир много години без да станат капитани, и Хари Ким, който остава с ранг на мичман през всичките седем сезона на Стар Трек: Вояджър). Според архивите на USS Дефайънт, Сато достига само до ранга лейтенант командир, което предполага или редки повишения, или ранно пенсиониране.

## Име
„Сато“ е една от най-често срещаните японски фамилии. Първото ѝ име, „Хоши“, на японски означава „звезда“.

## Съдба
Според подготвени материали, за епизода „Огледална вселена“, компютърните записи на USS Дефайънт показват, че Сато е родена в Киото, Япония, и е изиграла важна роля при изобретяването на универсалния преводач. По-късно тя се жени за човек на име Такаши Кимура, и се оттегля от Старфлийт с ранг на командир-лейтенант. Сато и съпругът ѝ умират през 2246, когато на колонията на която живеят, Тарсус IV, има недостиг на хранителни запаси, и губернатор Кодос нарежда да се убие половината от населението. Хоши и съпругът ѝ са сред тези които са екзекутирани.

## Огледална вселена
В огледалната вселена, Сато има ранг на лейтенант. Освен комуникационен офицер на кораба, тя е и любовница на капитан Максимилиан Форест и на командир Джонатан Арчър, след като Арчър поема контрол над кораба ISS Ентърпрайз.
След като Арчър използва USS Дефайънт за да потуши бунта, Сато го отравя и поема контрол над кораба. Като достига Земята, тя се обявява за императрица.